# 龍城翼龍屬
龍城翼龍屬（學名：Longchengpterus）是翼龍目翼手龍亞目帆翼龍科的一屬，化石發現於中國遼寧省朝陽縣的九佛堂組，年代為白堊紀早期的巴列姆階到阿普第階。
在2006年，中國古生物學家王麗、李莉、段冶、程紹利將這些化石進行敘述、命名，模式種是趙氏龍城翼龍（L. zhaoi）。屬名意為「龍城的翼」；種名則是以瀋陽師範大學的趙大宇教授為名，他曾協助創立遼西中生代古生物研究所。
正模標本（編號LPM 00023）是一個遭到擠壓變形、不完整的身體骨骼與部分頭顱骨，發現於朝陽市龍城區的原家洼。頭顱骨的後段遭到嚴重破壞，長度為26.2公分。頭顱骨的鼻眶前孔（Nasoantorbital fenestra）呈三角形，佔據口鼻部的大部分空間。上頜牙齒集中於口鼻部前半段，牙齒間格寬，牙齒數量不確定。下頜的保存狀態較佳，下頜長度為22公分，下頜聯合處短。齒骨已保存12顆牙齒，牙齒銳利、呈尖狀、側項扁平、稍微向內側彎。
肱骨長度為8.8公分，三角嵴（Deltopectoral crest）低矮，肱骨沒有氣孔。第四掌骨長於第一指骨。龍城翼龍的翼展估計約2公尺。骨盆遭到嚴重破壞。部份股骨被保存下來，長度為9.1公分。
龍城翼龍的牙齒外形與數量、大型頭部洞孔，類似帆翼龍科。兩者的差異在於帆翼龍科的口鼻部較寬廣。龍城翼龍是第一個發現於中國的帆翼龍科、也是第二個命名的帆翼龍科，顯示白堊紀早期的中國北部具有高度多樣性的翼龍類。